# سوق الخميس إمسيحل
سوق الخميس إمسيحل هي مدينة تقع شمال غرب ليبيا تبعد عن العاصمة طرابلس حوالي 53 كم ويشار إليها بسوق الخميس طرابلس لتمييزها عن سوق الخميس الخمس وكانت في السابق تتبع شعبية تاجوراء والنواحي الأربعة إلى أن تم فصلها عام 2007 وهي حاليا تتبع شعبية طرابلس تحدها شرقًا فم ملغة وشمالًا سيدي السائح وغربًا السبيعة وجنوبًا العربان وهي حاليا خارج نطاق العاصمة طرابلس.